# ماكس دالي كوبر
ماكس دالي كوبر (بالإنجليزية: Max Dale Cooper)‏ هو عالم مناعة أمريكي، ولد في 21 أغسطس 1933 في هازلهورست في الولايات المتحدة.

## وصلات خارجية
- الموقع الرسمي